# Championnat de Suisse de football de deuxième division 2015-2016
Navigation
Challenge League 2014-2015 Challenge League 2016-2017
La saison 2015-2016 de Challenge League est le deuxième niveau de la hiérarchie du football en Suisse après la Super League. 
Le championnat oppose en matches aller-retour dix clubs dont un promu de Promotion League, le Neuchâtel Xamax FCS, et un relégué de Super League, le FC Aarau.

## Clubs participants
| \| Aarau Biel-Bienne Chiasso Lausanne Schaffhouse Wil Winterthur Wohlen Neuchâtel Le Mont \| Localisation des clubs engagés dans le championnat. |
| Aarau Biel-Bienne Chiasso Lausanne Schaffhouse Wil Winterthur Wohlen Neuchâtel Le Mont                                                           |

| Club                         | Entraîneur         | Stade                          | Capacité |
| ---------------------------- | ------------------ | ------------------------------ | -------- |
| FC Aarau                     | Marco Schällibaum  | Stade du Brügglifeld           | 8 000    |
| FC Biel-Bienne               | Patrick Rahmen     | Tissot Arena                   | 5 200    |
| FC Chiasso                   | Gianluca Zambrotta | Stadio Comunale                | 11 160   |
| Football Club Lausanne-Sport | Fabio Celestini    | Stade olympique de la Pontaise | 15 850   |
| FC Le Mont LS                | Claude Gross       | Stade Sous-Ville, Baulmes      | 6 127    |
| FC Schaffhouse               | Maurizio Jacobacci | Stade du Breite                | 7 300    |
| FC Wil                       | Kevin Cooper       | Bergholz                       | 5 850    |
| FC Winterthour               | Sven Christ        | Schützenwiese                  | 15 000   |
| FC Wohlen                    | Martin Rueda       | Stadion Niedermatten           | 3 734    |
| Neuchâtel Xamax FCS          | Michel Decastel    | Stade de la Maladière          | 11 997   |